# السيدة لا تصلح إلا للرمي
السيدة لا تصلح إلا للرمي (بالإيطالية: La signora è da buttare) هي مسرحية كوميدية كتبها سنة 1967 المسرحي الإيطالي داريو فو الحاصل على جائزة نوبل في الأدب سنة 1997،ترجمها للعربية حسين محمود وصدرت عن المشروع القومي للترجمة.وتُعد من أبرز أعماله ذات الطابع السياسي الساخر..و تشكل هجومًا لاذعًا على السياسات الداخلية والخارجية للولايات المتحدة، وتنتقد ما يراه فو "خرافات" العالم الغربي النيوليبرالي، موجهًا سهامه إلى الأيديولوجيا الاستهلاكية والحروب الإمبريالية، وفي مقدمتها حرب فيتنام.

## الحبكة
ترمز "السيدة" المذكورة في العنوان إلى الولايات المتحدة الأمريكية، وقد وُظفت المسرحية في إطار نقدي لاذع لمجمل النظام الرأسمالي الإمبريالي، وللخطاب السياسي الذي يبرر الحروب باعتبارها تدخلات إنسانية. المسرحية مكتوبة بلغة هجائية تتسم بالسخرية اللاذعة والأسلوب الهزلي، معتمدة على تقنيات الكوميديا السوداء، والكلاون المسرحي، والحوار التهكمي.تدور أحداث المسرحية على خلفية مشهد يشبه السيرك، حيث تتخذ كل الشخصيات شكل مهرجين أو كائنات هزلية، باستثناء شخصية فرانكا (التي أدتها فرانكا رامي زوجة فو وشريكته المسرحية)، والتي تلعب أدوارًا متعددة، منها السيدة العجوز المحتضرة، والفتاة السمينة، وغيرهما. تدور المسرحية في موقع غير طبيعي، يضم سريرًا ضخمًا وعربة سيرك، ما يمنح العرض طابعًا سرياليًا.تبدأ المسرحية بمشهد السيدة العجوز الممددة على سرير ضخم، على وشك الموت. وعلى لسانها ولسان الشخصيات الأخرى، تُعرض مواقف سياسية ساخرة، في إسقاطات مباشرة على قضايا مثل الحرب، الإعلام، وهيمنة رأس المال، وادعاءات التفوق الحضاري الغربي. يبرز بشكل خاص نقد الحرب الفيتنامية، التي تقدم في المسرحية كجريمة مغلفة بشعارات الإنقاذ والتحرير.

## الشخصيات
- السيدة العجوز – تمثل أمريكا العجوزة والمترنحة، المحتضرة لكنها عنيدة.
- الفتاة السمينة – تسخر من الصورة النمطية عن الوفرة الأمريكية.
- المهرجون – كلهم يمثلون أنماطًا اجتماعية وسياسية، من جنرالات إلى إعلاميين.
- فرانكا – تؤدي جميع الشخصيات النسائية المحورية، مما يرمز إلى تعدد أوجه السرد النسوي والمسرحي عند فو ورامي.

## الرسالة والرمزية
يجمع النص بين الهزل والفكاهة السوداء ليهاجم فكرة الحرب كأداة للتحرير، مستعرضًا مفارقاتها من خلال لغة المسرح الشعبي والجسدي.يتوسل داريو فو الرموز البصرية والمسرحية ليفضح أوجه النفاق السياسي والاستغلال الاقتصادي والثقافي. فالسيدة العجوز التي "لا تصلح إلا للرمي" ليست سوى رمز لأمريكا المتسلطة، التي باتت بحسب فو عبئًا على العالم، يجدر التخلص منه. أما أجواء السيرك، فتمثل العالم المُستَلب، حيث تصبح المآسي فُرجة، والحرب مادة للتسلية.

## الأسلوب والاستقبال
يعتمد داريو فو في هذه المسرحية على لغة السخرية والكوميديا الجسدية، ويُدخل عناصر من فن الكوميديا ديلارتي والتراث الشعبي الإيطالي. الشخصيات لا تحمل أسماءً واقعية، بل تتحرك في فضاء تجريدي هزلي يجعل من المسرحية مرآة لعالم مقلوب.قوبلت المسرحية بترحيب واسع في الأوساط التقدمية في أوروبا، بينما تعرضت للرقابة أو المنع في عدة بلدان. أثارت أيضًا جدلًا بسبب جرأتها في انتقاد أمريكا، خاصة في سياق الحرب الباردة، وقد وصفها بعض النقاد بأنها "كوميديا مناهِضة للإمبريالية بامتياز".

## وصلات خارجية
- مواد من أرشيف فو-رامي حول المسرحية